# Guibemantis
Guibemantis – rodzaj płazów bezogonowych z podrodziny Mantellinae w rodzinie mantellowatych (Mantellidae).

## Zasięg występowania
Rodzaj obejmuje gatunki występujące we wschodniej części Madagaskaru.

## Systematyka

### Etymologia
- Guibemantis: Jean Marius René Guibé (1910–1999), francuski herpetolog; gr. μαντις mantis, μαντεως manteōs „wieszcz, prorok” (tj. żaba drzewna)[2].
- Pandanusicola: botaniczny rodzaj Pandanus S. Parkinson; łac. -cola „mieszkaniec”, od colere „mieszkać”[3]. Gatunek typowy: Rhacophorus bicalcaratus Boettger, 1913.

### Podział systematyczny
Do rodzaju należą następujące gatunki:
- Guibemantis albolineatus (Blommers-Schlösser & Blanc, 1991)
- Guibemantis albomaculatus Lehtinen, Glaw, Vences, Rakotoarison & Scherz, 2018
- Guibemantis ambakoana Gabriel, Rothe, Köhler, Rakotomanga, Edmonds, Galán, Glaw, Lehtinen, Rakotoarison & Vences, 2024
- Guibemantis annulatus Lehtinen, Glaw & Vences, 2011
- Guibemantis bicalcaratus (Boettger, 1913)
- Guibemantis depressiceps (Boulenger, 1882)
- Guibemantis diphonus Vences, Jovanovic, Safarek, Glaw & Köhler, 2015
- Guibemantis flavobrunneus (Blommers-Schlösser, 1979)
- Guibemantis fotsitenda Koppetsch, Pabijan, Hutter, Köhler, Gehring, Rakotoarison, Ratsoavina, Scherz, Vieites, Glaw & Vences, 2023
- Guibemantis kathrinae (Glaw, Vences & Gossmann, 2000)
- Guibemantis liber (Peracca, 1893)
- Guibemantis methueni (Angel, 1929)
- Guibemantis milingilingy Bletz, Scherz, Rakotoarison, Lehtinen, Glaw & Vences, 2018
- Guibemantis pulcher (Boulenger, 1882)
- Guibemantis pulcherrimus Vences, Hutter, Glaw, Rakotoarison, Raselimanana & Scherz, 2023
- Guibemantis punctatus (Blommers-Schlösser, 1979)
- Guibemantis razandry Koppetsch, Pabijan, Hutter, Köhler, Gehring, Rakotoarison, Ratsoavina, Scherz, Vieites, Glaw & Vences, 2023
- Guibemantis razoky Koppetsch, Pabijan, Hutter, Köhler, Gehring, Rakotoarison, Ratsoavina, Scherz, Vieites, Glaw & Vences, 2023
- Guibemantis rianasoa Gabriel, Rothe, Köhler, Rakotomanga, Edmonds, Galán, Glaw, Lehtinen, Rakotoarison & Vences, 2024
- Guibemantis tasifotsy Lehtinen, Glaw, Vences, Rakotoarison & Scherz, 2018
- Guibemantis timidus (Vences & Glaw, 2005)
- Guibemantis tornieri (Ahl, 1928)
- Guibemantis vakoa Gabriel, Rothe, Köhler, Rakotomanga, Edmonds, Galán, Glaw, Lehtinen, Rakotoarison & Vences, 2024
- Guibemantis wattersoni Lehtinen, Glaw & Vences, 2011
- Guibemantis woosteri Lehtinen, Glaw, Vences, Rakotoarison & Scherz, 2018